# Prix des Cent Fleurs
 (février 2022).
Si vous disposez d'ouvrages ou d'articles de référence ou si vous connaissez des sites web de qualité traitant du thème abordé ici, merci de compléter l'article en donnant les références utiles à sa vérifiabilité et en les liant à la section « Notes et références ».
Les prix des Cent Fleurs ou People's Hundred Flowers Awards (chinois simplifié : 大众 电影 百花 奖 ; pinyin : Dazhong Diànyǐng Bǎihuā Jiǎng), sont des récompenses cinématographiques chinoises.
Ces prix (l'équivalent des Golden Globes américains) sont considérés, avec les Coqs d'or, comme étant les récompenses de cinéma les plus prestigieuses en Chine. Les prix ont été institués par l'Association chinoise du cinéma en 1962 et parrainés par Popular Cinema (大众 电影), le magazine qui a le plus grand tirage en Chine.

## Histoire
Les prix des Cent Fleurs sont institués en 1962, cependant leur attribution est suspendue en 1964 après la révolution culturelle pour reprendre en 1980. Depuis 2004, les prix sont attribués uniquement les années paires.

## Catégories de récompenses
Les divers prix attribuées sont les prix du (ou de la) :
- meilleur film (最佳影片) ;
- meilleur réalisateur (最佳导演) ;
- meilleur scénario (最佳编剧) ;
- meilleur acteur (最佳男主角) ;
- meilleure actrice (最佳女主角) ;
- meilleur acteur dans un second rôle (最佳男配角) ;
- meilleure actrice dans un second rôle (最佳女配角).